# 四輔三
HD 90089，又名BD+83 297，SAO 1714、HR 4084，是一颗鹿豹座的恒星，视星等为5.26，位于銀經128.03，銀緯33.13，其B1900.0坐标为赤經10h 18m 54.9s，赤緯+83° 33.13′ 3″。